# Segunda División B de España 1981-82
La temporada 1981–82 de la Segunda División B de España de fútbol corresponde a la 5.ª edición del campeonato y se disputó entre el 20 de septiembre de 1981 y el 23 de mayo de 1982.

## Sistema de competición
Participaron cuarenta clubes de toda la geografía española. Encuadrados en dos grupos, se enfrentaron todos contra todos en dos ocasiones -una en campo propio y otra en campo contrario- durante un total de 38 jornadas. El orden de los encuentros se decidía por sorteo antes de empezar la competición. La Real Federación Española de Fútbol era la responsable de designar a los árbitros de cada encuentro.
El ganador de un partido obtenía dos puntos, el perdedor no sumaba puntos, y en caso de un empate había un punto para cada equipo. Al término del campeonato, el equipo que acumulaba más puntos se proclamaba campeón y ascendía, junto con el subcampeón, a Segunda División.
Los tres últimos equipos clasificados de cada grupo descendían a Tercera División.

## Nota
Hoy en día hay clubes que su nombre han derivado a idiomas como catalán-valenciano-balear, euskera o gallego; pero para reflejar la realidad de la época, los nombres de los equipos aparecen tal y como se inscribieron para competir en esta temporada.
Al comenzar la temporada en 1981 aún no existían todas las Comunidades autónomas por estar en proceso de discusión y formación. Por ese motivo en la sección de Equipos por grupos y regiones se hace la distribución en las regiones y Comunidades autónomas que existían en aquel año, identificando estas últimas con su bandera autonómica.

## Equipos de la temporada 1981/82
| Datos de ascensos y descensos |
| --- |
| Baracaldo CF, AD Ceuta, Granada CF y Palencia CF descienden de Segunda División A. RC Celta de Vigo, Córdoba CF, RC Deportivo de La Coruña y RCD Mallorca ascienden a Segunda División A. CD Díter Zafra, CD Eldense, SD Gimnástica Arandina, UP Langreo, Mérida Industrial CF y Pontevedra CF descienden a Tercera División. CD Antequerano, CD Endesa Andorra, SD Erandio, CF Lorca Deportiva, CF Reus Deportivo y Sporting Atlético ascienden a Segunda División B. |

## Equipos por grupos y regiones
| Grupo I - Aragón: CD Endesa Andorra y SD Huesca - Asturias: CD Ensidesa y Sporting Atlético - Oeste de Canarias: CD Tenerife - Cantabria: Ninguno - Castilla y León: Cultural Leonesa, CD Mirandés, Palencia CF y Zamora CF - Norte de Cataluña: FC Barcelona Atlético y UD Lérida - Galicia: SD Compostela y Racing de Ferrol - La Rioja: CD Logroñés - Oeste de Madrid: RSD Alcalá - Navarra: Ninguno - País Vasco: Baracaldo CF, Bilbao Athletic, SD Erandio, San Sebastián CF y Sestao SC |  | Grupo II - Andalucía: Algeciras CF, CD Antequerano, AD Ceuta, Granada CF, Real Jaén CF, Racing Portuense, CD San Fernando y Xerez CD - Baleares: SD Ibiza - Sur de Cataluña: Gimnástico de Tarragona, CF Reus Deportivo y Tarrasa FC - Este de Canarias: Las Palmas Atlético - Castilla-La Mancha: CF Calvo Sotelo - Extremadura: CD Badajoz - Este de Madrid: AD Torrejón - Murcia: Cartagena FC y CF Lorca Deportiva - Principado de Andorra: FC Andorra - Valencia: UD Vall de Uxó |

## Grupo I

### Clasificación
| Pos. | Equipo                          | Pts. | PJ | G  | E  | P  | GF | GC | Dif. | Clasificación               |
| ---- | ------------------------------- | ---- | -- | -- | -- | -- | -- | -- | ---- | --------------------------- |
| 1    | F. C. Barcelona Atlético (C, A) | 55   | 38 | 22 | 11 | 5  | 75 | 33 | +42  | Ascenso a Segunda División  |
| 2    | Palencia C. F. (A)              | 52   | 38 | 20 | 12 | 6  | 50 | 24 | +26  | Ascenso a Segunda División  |
| 3    | Zamora C. F. (D)                | 48   | 38 | 17 | 14 | 7  | 47 | 24 | +23  | Descenso a Tercera División |
| 4    | Sestao S. C.                    | 44   | 38 | 15 | 14 | 9  | 44 | 33 | +11  |                             |
| 5    | C. D. Logroñés                  | 43   | 38 | 15 | 13 | 10 | 51 | 51 | 0    |                             |
| 6    | Baracaldo C. F.                 | 41   | 38 | 14 | 13 | 11 | 44 | 42 | +2   |                             |
| 7    | S. D. Erandio                   | 41   | 38 | 14 | 13 | 11 | 36 | 31 | +5   |                             |
| 8    | R. S. D. Alcalá                 | 40   | 38 | 14 | 12 | 12 | 55 | 42 | +13  |                             |
| 9    | C. D. Endesa Andorra            | 39   | 38 | 14 | 11 | 13 | 49 | 40 | +9   |                             |
| 10   | Bilbao Athletic                 | 39   | 38 | 13 | 13 | 12 | 41 | 43 | −2   |                             |
| 11   | San Sebastián C. F.             | 36   | 38 | 14 | 8  | 16 | 45 | 45 | 0    |                             |
| 12   | Sporting Atlético               | 36   | 38 | 13 | 10 | 15 | 43 | 44 | −1   |                             |
| 13   | C. D. Tenerife                  | 35   | 38 | 14 | 7  | 17 | 42 | 39 | +3   |                             |
| 14   | U. D. Lérida                    | 35   | 38 | 11 | 13 | 14 | 41 | 53 | −12  |                             |
| 15   | S. D. Compostela                | 34   | 38 | 13 | 8  | 17 | 31 | 42 | −11  |                             |
| 16   | S. D. Huesca                    | 34   | 38 | 11 | 12 | 15 | 41 | 58 | −17  |                             |
| 17   | Racing de Ferrol                | 33   | 38 | 11 | 11 | 16 | 36 | 43 | −7   |                             |
| 18   | C. D. Mirandés (D)              | 29   | 38 | 10 | 9  | 19 | 39 | 60 | −21  | Descenso a Tercera División |
| 19   | Cultural Leonesa                | 29   | 38 | 9  | 11 | 18 | 42 | 57 | −15  |                             |
| 20   | C. D. Ensidesa (D)              | 17   | 38 | 3  | 11 | 24 | 27 | 75 | −48  | Descenso a Tercera División |

 Fuente: BDFútbol
Criterios de clasificación: Puntos · Diferencia de goles · Goles a favor · Play-off
Notas:
1. 1 2  El Zamora C. F. fue descendido a Tercera División por impagos a sus jugadores, su plaza fue ocupada por la Cultural Leonesa, equipo que había descendido deportivamente y fue repescado.

### Resultados
| Local \ Visitante        | ALC | BAC | BAR | BIL | COM | CUL | EAN | ENS | ERA | HUE | LER | LOG | MIR | PAL | RFE | SAS | SES | SPO | TEN | ZAM |
| ------------------------ | --- | --- | --- | --- | --- | --- | --- | --- | --- | --- | --- | --- | --- | --- | --- | --- | --- | --- | --- | --- |
| R. S. D. Alcalá          | —   | 1–2 | 1–1 | 1–1 | 3–1 | 4–1 | 4–1 | 4–0 | 3–0 | 3–0 | 0–0 | 2–3 | 3–0 | 0–0 | 2–0 | 1–0 | 2–1 | 2–0 | 1–1 | 0–1 |
| Baracaldo C. F.          | 1–1 | —   | 0–2 | 2–3 | 4–1 | 3–1 | 1–1 | 0–0 | 0–0 | 2–2 | 2–0 | 4–1 | 2–1 | 1–1 | 2–1 | 1–1 | 1–1 | 2–1 | 2–1 | 1–0 |
| F. C. Barcelona Atlético | 1–1 | 3–0 | —   | 2–0 | 4–1 | 5–1 | 2–1 | 6–1 | 1–1 | 5–0 | 3–2 | 3–1 | 4–0 | 0–0 | 2–1 | 1–0 | 3–2 | 5–2 | 5–1 | 0–0 |
| Bilbao Athletic          | 1–3 | 2–1 | 2–0 | —   | 4–0 | 3–2 | 3–1 | 4–0 | 2–1 | 2–0 | 1–1 | 1–5 | 0–0 | 0–0 | 1–1 | 0–2 | 0–0 | 0–0 | 1–0 | 1–0 |
| S. D. Compostela         | 3–1 | 1–0 | 0–1 | 0–0 | —   | 2–1 | 0–0 | 1–0 | 0–0 | 5–1 | 1–0 | 2–1 | 4–2 | 0–0 | 2–1 | 1–0 | 1–0 | 0–0 | 1–0 | 1–2 |
| Cultural Leonesa         | 1–1 | 2–0 | 0–1 | 2–0 | 1–0 | —   | 0–0 | 4–0 | 1–0 | 1–1 | 2–4 | 0–0 | 2–2 | 0–0 | 2–1 | 0–1 | 3–0 | 0–1 | 2–3 | 1–1 |
| C. D. Endesa Andorra     | 2–0 | 0–1 | 2–0 | 2–0 | 5–0 | 0–1 | —   | 4–2 | 2–0 | 2–0 | 3–0 | 2–2 | 4–1 | 0–0 | 0–0 | 2–1 | 1–1 | 2–1 | 1–1 | 0–1 |
| C. D. Ensidesa           | 2–1 | 1–1 | 0–2 | 0–1 | 1–0 | 2–3 | 0–2 | —   | 1–1 | 1–1 | 2–2 | 0–1 | 1–1 | 2–3 | 0–0 | 0–0 | 2–2 | 3–5 | 0–1 | 2–0 |
| S. D. Erandio            | 0–0 | 0–1 | 2–1 | 1–0 | 1–0 | 0–0 | 2–2 | 3–0 | —   | 3–2 | 1–1 | 4–0 | 2–0 | 0–0 | 2–1 | 3–0 | 2–1 | 1–0 | 1–0 | 1–1 |
| S. D. Huesca             | 1–1 | 0–1 | 0–0 | 1–0 | 1–0 | 1–0 | 1–1 | 3–0 | 1–1 | —   | 4–1 | 0–1 | 2–0 | 2–2 | 3–0 | 2–0 | 4–2 | 1–0 | 1–2 | 0–0 |
| U. D. Lérida             | 2–1 | 0–1 | 1–1 | 2–0 | 0–0 | 0–0 | 1–0 | 2–1 | 0–0 | 6–1 | —   | 2–1 | 1–0 | 3–2 | 1–1 | 2–0 | 2–2 | 0–0 | 1–0 | 1–2 |
| C. D. Logroñés           | 2–2 | 2–1 | 0–2 | 2–2 | 1–0 | 3–2 | 2–1 | 1–1 | 0–0 | 1–1 | 0–0 | —   | 3–0 | 2–3 | 1–1 | 3–2 | 1–0 | 0–2 | 1–0 | 2–1 |
| C. D. Mirandés           | 1–1 | 0–0 | 3–0 | 1–1 | 2–1 | 5–0 | 1–0 | 2–0 | 1–0 | 1–2 | 2–0 | 2–2 | —   | 2–1 | 2–0 | 2–1 | 0–1 | 0–2 | 0–2 | 2–2 |
| Palencia C. F.           | 1–0 | 3–2 | 0–2 | 2–0 | 1–1 | 2–0 | 2–0 | 3–0 | 1–0 | 2–0 | 2–0 | 2–0 | 2–0 | —   | 1–0 | 4–0 | 2–0 | 1–0 | 2–0 | 2–0 |
| Racing de Ferrol         | 0–1 | 0–0 | 1–1 | 1–1 | 0–0 | 3–2 | 1–3 | 1–0 | 1–0 | 1–0 | 2–1 | 1–1 | 8–1 | 0–0 | —   | 3–0 | 0–2 | 1–0 | 1–0 | 2–1 |
| San Sebastián C. F.      | 3–2 | 1–0 | 2–2 | 0–2 | 1–0 | 2–1 | 4–0 | 6–2 | 0–1 | 3–1 | 4–0 | 1–2 | 1–1 | 1–0 | 1–0 | —   | 1–0 | 1–1 | 3–1 | 0–0 |
| Sestao S. C.             | 2–0 | 2–2 | 1–0 | 0–0 | 1–0 | 1–0 | 0–0 | 0–0 | 2–0 | 0–0 | 3–0 | 0–0 | 2–1 | 3–1 | 2–0 | 2–1 | —   | 3–0 | 1–0 | 1–1 |
| Sporting Atlético        | 3–1 | 0–0 | 1–1 | 2–2 | 1–0 | 1–1 | 1–0 | 1–0 | 1–2 | 3–1 | 3–1 | 1–2 | 1–0 | 0–1 | 3–0 | 0–0 | 2–3 | —   | 2–1 | 0–0 |
| C. D. Tenerife           | 0–1 | 1–0 | 1–2 | 1–0 | 0–1 | 2–0 | 3–1 | 1–0 | 2–0 | 5–0 | 4–0 | 1–1 | 1–0 | 1–1 | 0–1 | 1–1 | 0–0 | 3–1 | —   | 1–1 |
| Zamora C. F.             | 3–0 | 4–0 | 1–1 | 4–0 | 1–0 | 2–2 | 0–1 | 2–0 | 2–0 | 0–0 | 1–1 | 2–0 | 1–0 | 2–0 | 2–0 | 1–0 | 0–0 | 3–1 | 2–0 | —   |

## Grupo II

### Clasificación
| Pos. | Equipo                  | Pts. | PJ | G  | E  | P  | GF | GC | Dif. | Clasificación               |
| ---- | ----------------------- | ---- | -- | -- | -- | -- | -- | -- | ---- | --------------------------- |
| 1    | Xerez C. D. (C, A)      | 50   | 38 | 23 | 4  | 11 | 51 | 32 | +19  | Ascenso a Segunda División  |
| 2    | Cartagena F. C. (A)     | 48   | 38 | 18 | 12 | 8  | 43 | 26 | +17  | Ascenso a Segunda División  |
| 3    | C. F. Lorca Deportiva   | 48   | 38 | 18 | 12 | 8  | 45 | 28 | +17  |                             |
| 4    | C. D. Antequerano       | 48   | 38 | 20 | 8  | 10 | 43 | 28 | +15  |                             |
| 5    | A. D. Ceuta             | 46   | 38 | 19 | 8  | 11 | 62 | 38 | +24  |                             |
| 6    | Algeciras C. F.         | 44   | 38 | 15 | 14 | 9  | 32 | 22 | +10  |                             |
| 7    | C. F. Calvo Sotelo      | 42   | 38 | 16 | 10 | 12 | 46 | 35 | +11  |                             |
| 8    | F. C. Andorra           | 41   | 38 | 16 | 9  | 13 | 56 | 44 | +12  |                             |
| 9    | Racing Portuense        | 39   | 38 | 13 | 13 | 12 | 30 | 31 | −1   |                             |
| 10   | Granada C. F.           | 39   | 38 | 13 | 13 | 12 | 34 | 32 | +2   |                             |
| 11   | Gimnástico de Tarragona | 38   | 38 | 14 | 10 | 14 | 38 | 31 | +7   |                             |
| 12   | C. D. San Fernando      | 36   | 38 | 14 | 8  | 16 | 38 | 40 | −2   |                             |
| 13   | S. D. Ibiza             | 36   | 38 | 13 | 10 | 15 | 36 | 45 | −9   |                             |
| 14   | C. F. Reus Deportivo    | 35   | 38 | 11 | 13 | 14 | 32 | 48 | −16  |                             |
| 15   | Real Jaén C. F.         | 32   | 38 | 12 | 8  | 18 | 43 | 55 | −12  |                             |
| 16   | A. D. Torrejón          | 32   | 38 | 10 | 12 | 16 | 41 | 49 | −8   |                             |
| 17   | C. D. Badajoz           | 32   | 38 | 11 | 10 | 17 | 38 | 46 | −8   |                             |
| 18   | Tarrasa F. C. (D)       | 28   | 38 | 10 | 8  | 20 | 36 | 54 | −18  | Descenso a Tercera División |
| 19   | U. D. Vall de Uxó (D)   | 24   | 38 | 7  | 10 | 21 | 24 | 51 | −27  | Descenso a Tercera División |
| 20   | Las Palmas Atlético (D) | 22   | 38 | 8  | 6  | 24 | 36 | 69 | −33  | Descenso a Tercera División |

 Fuente: BDFútbol
Criterios de clasificación: Puntos · Diferencia de goles · Goles a favor · Play-off

### Resultados
| Local \ Visitante       | ALG | FCA | ANT | BAD | CAL | CAR | CEU | GIM | GRA | IBI | JAE | LPA | LOR | RAC | REU | SFE | TAR | TOR | VUX | XER |
| ----------------------- | --- | --- | --- | --- | --- | --- | --- | --- | --- | --- | --- | --- | --- | --- | --- | --- | --- | --- | --- | --- |
| Algeciras C. F.         | —   | 2–0 | 1–0 | 0–0 | 1–0 | 1–0 | 0–0 | 1–0 | 0–0 | 5–1 | 1–0 | 3–0 | 1–1 | 1–1 | 2–1 | 1–0 | 1–1 | 3–1 | 1–0 | 1–0 |
| F. C. Andorra           | 3–1 | —   | 2–2 | 3–0 | 1–0 | 2–0 | 2–3 | 0–0 | 2–0 | 2–1 | 3–0 | 1–2 | 3–0 | 1–1 | 2–1 | 0–0 | 0–0 | 4–0 | 4–0 | 1–2 |
| C. D. Antequerano       | 0–2 | 0–0 | —   | 1–0 | 0–0 | 1–0 | 3–1 | 4–1 | 2–1 | 1–0 | 2–0 | 4–0 | 1–0 | 1–0 | 2–0 | 2–0 | 2–0 | 3–1 | 1–0 | 1–0 |
| C. D. Badajoz           | 1–1 | 3–1 | 1–0 | —   | 2–1 | 1–2 | 0–2 | 1–3 | 1–0 | 1–1 | 2–3 | 3–0 | 0–1 | 1–1 | 2–2 | 1–0 | 2–0 | 3–0 | 1–0 | 0–1 |
| C. F. Calvo Sotelo      | 1–0 | 3–0 | 3–1 | 0–1 | —   | 2–2 | 4–1 | 0–0 | 2–0 | 2–1 | 3–1 | 1–1 | 0–1 | 1–0 | 2–1 | 2–1 | 2–0 | 2–1 | 0–0 | 1–2 |
| Cartagena F. C.         | 3–0 | 1–2 | 1–0 | 1–0 | 1–1 | —   | 2–1 | 0–0 | 0–1 | 1–1 | 0–0 | 2–0 | 2–1 | 1–1 | 0–0 | 3–1 | 2–1 | 1–0 | 3–0 | 1–0 |
| A. D. Ceuta             | 2–0 | 1–2 | 0–0 | 2–2 | 2–0 | 1–0 | —   | 2–0 | 1–1 | 3–0 | 4–1 | 0–0 | 1–1 | 1–0 | 8–1 | 2–0 | 4–0 | 0–0 | 2–0 | 4–2 |
| Gimnástico de Tarragona | 0–0 | 2–1 | 1–1 | 1–0 | 3–1 | 0–4 | 1–1 | —   | 0–0 | 2–0 | 3–0 | 1–0 | 1–0 | 2–0 | 0–0 | 2–0 | 3–0 | 2–1 | 0–1 | 0–1 |
| Granada C. F.           | 1–0 | 2–1 | 0–0 | 2–0 | 0–0 | 1–2 | 0–1 | 2–1 | —   | 3–1 | 0–1 | 1–0 | 1–0 | 1–1 | 0–0 | 0–1 | 3–1 | 1–0 | 3–2 | 1–0 |
| S. D. Ibiza             | 1–0 | 3–1 | 1–0 | 0–0 | 1–2 | 1–1 | 2–1 | 1–0 | 1–0 | —   | 3–4 | 2–1 | 1–1 | 1–0 | 1–1 | 2–0 | 2–1 | 2–0 | 2–1 | 0–0 |
| Real Jaén C. F.         | 0–0 | 1–1 | 3–0 | 2–0 | 0–1 | 1–2 | 0–1 | 0–3 | 2–2 | 0–2 | —   | 1–0 | 0–0 | 2–0 | 3–2 | 2–0 | 2–2 | 2–2 | 4–1 | 0–1 |
| Las Palmas Atlético     | 0–1 | 0–1 | 0–2 | 4–2 | 0–3 | 0–2 | 2–3 | 0–5 | 2–2 | 1–1 | 3–0 | —   | 2–0 | 0–0 | 0–1 | 3–0 | 2–4 | 1–0 | 4–1 | 1–2 |
| C. F. Lorca Deportiva   | 1–0 | 2–1 | 2–1 | 2–2 | 0–0 | 1–0 | 1–0 | 0–0 | 1–1 | 2–0 | 0–0 | 5–1 | —   | 2–1 | 3–0 | 4–0 | 1–0 | 3–2 | 2–0 | 2–1 |
| Racing Portuense        | 0–0 | 2–1 | 0–0 | 1–0 | 0–0 | 0–0 | 2–0 | 0–0 | 1–0 | 1–0 | 3–2 | 4–1 | 0–1 | —   | 1–1 | 2–1 | 0–0 | 1–0 | 1–0 | 2–0 |
| C. F. Reus Deportivo    | 0–0 | 2–0 | 0–1 | 1–1 | 1–2 | 0–0 | 1–0 | 1–0 | 1–0 | 1–0 | 2–1 | 1–2 | 1–1 | 1–0 | —   | 0–0 | 2–0 | 1–1 | 1–1 | 1–0 |
| C. D. San Fernando      | 0–0 | 1–2 | 3–0 | 2–0 | 2–1 | 1–1 | 2–1 | 2–0 | 1–1 | 2–0 | 2–1 | 2–0 | 2–1 | 0–1 | 0–1 | —   | 5–0 | 1–1 | 1–0 | 2–0 |
| Tarrasa F. C.           | 2–1 | 1–1 | 0–1 | 1–3 | 2–1 | 0–0 | 2–1 | 1–0 | 0–1 | 3–0 | 0–1 | 2–1 | 0–0 | 3–0 | 4–0 | 0–0 | —   | 0–2 | 1–0 | 1–2 |
| A. D. Torrejón          | 0–0 | 3–2 | 1–1 | 2–0 | 2–0 | 0–1 | 2–3 | 2–1 | 1–1 | 1–0 | 1–2 | 2–2 | 1–0 | 3–0 | 4–2 | 0–0 | 1–0 | —   | 1–1 | 1–1 |
| U. D. Vall de Uxó       | 0–0 | 1–1 | 3–1 | 1–1 | 0–0 | 0–1 | 0–2 | 1–0 | 0–0 | 0–0 | 1–0 | 2–0 | 1–2 | 0–1 | 2–0 | 0–2 | 3–2 | 0–0 | —   | 0–1 |
| Xerez C. D.             | 1–0 | 1–2 | 0–1 | 1–0 | 3–2 | 3–0 | 2–0 | 2–0 | 2–1 | 0–0 | 2–1 | 2–0 | 0–0 | 2–1 | 2–0 | 3–1 | 2–1 | 2–1 | 5–1 | —   |

## Resumen
Campeones de Segunda División B
| - Fútbol Club Barcelona Atlético | - Jerez Club Deportivo |

Ascienden a Segunda división:
| Grupo I - Fútbol Club Barcelona Atlético - Palencia Club de Fútbol | Grupo II - Jerez Club Deportivo - Cartagena Fútbol Club |

Descienden a Tercera división: 
| Grupo I - Zamora Club de Fútbol - Club Deportivo Mirandés - Club Deportivo Ensidesa | Grupo II - Tarrasa Fútbol Club - Unión Deportiva Vall de Uxó - Unión Deportiva Las Palmas Atlético |

## Copa del Rey
Los diez primeros clasificados de cada grupo se clasifican para la siguiente edición de la Copa del Rey.
| Predecesor: 1980/81 | Segunda División "B" de España 1981/1982 | Sucesor: 1982/83 |

- Datos: Q941290